# Grövlan (sjö)
Grövlan är en sjö i Nora kommun i Västmanland och ingår i Norrströms huvudavrinningsområde. Sjöns area är 0,027 kvadratkilometer och den är belägen 173 meter över havet.